# Only Love Remains
Only Love Remains è una canzone di Paul McCartney, pubblicata sul suo album Press to Play del 1986, e pubblicata, il 1º dicembre dello stesso anno, come lato A di un singolo (b-side: Tough on a Tightrope).

## Il brano
Only Love Remains, brano di chiusura della prima facciata dell'LP Press to Play, venne inciso tra il 6 ottobre ed il dicembre 1985 nello studio privato di McCartney in Scozia, assieme ad Angry ed Hanglide; tutte le altre tracce, e l'inedito Yvonne, vennero infatti registrate nella primavera precedente. Le finali sedute di mixaggio si svolsero nei primi due mesi dell'anno seguente. Press to Play è stato fortemente criticato sia da Stephen Thomas Erlewine che da Hervé Bourhis; quest'ultimo lo ha considerato come il disco peggiore di Macca.

## Il singolo
Trentanovesimo per Macca, è l'ennesimo estratto da Press to Play, e, nuovamente, ha sul lato A un brano presente sia su CD che su LP e sul lato B un pezzo apparso solamente sul primo formato. La versione "standard" dell'SP venne pubblicata dalla EMI/Parlophone con il numero di serie R 6148, ma ci furono due varianti per il singolo. Infatti, ci fu un package speciale per un doppio singolo: Only Love Remains/Though on a Tightrope e Mull of Kintyre/Girl's School; il secondo 45 giri era gratuito, e non presentava copertina. La terza versione è un 12", che aggiunge la canzone Talk More Talk, anch'esso pubblicato il 1º dicembre 1986.
Sono stati differenti i mixaggi: Only Love Remains, sullo standard da 7", dura tre minuti in più rispetto alla versione dell'album (infatti è il mix di Jim Boyer), mentre il lato B era identico all'edizione del CD; il mixaggio del lato A era ad opera di Jim Boyer. Il 12" ha invece Only Love Remains con la durata identica a quella del 7", Though on a Tightrope, con la durata di 7:03 e remixata da Julian Mendelsohn e Talk More Talk in un mix di McCartney e Jon Jacobs di 5:56.
La copertina del singolo aveva l'artwork realizzato da Bartek Skoczek, e la foto del retro-copertina venne scattata da Linda Eastman. L'SP raggiunse la 34ª posizione in Regno Unito ed alla 9ª dell'Adult contemporary negli States. Per il pezzo è stato realizzato un videoclip, nel quale compaiono anche Gordon Jackson dei Professionals ed Elizabeth Perrin; esso venne girato il 19 novembre ai Pinewood Studios.

## Tracce

### 7"
Lato A
1. Only Love Remains (Jim Boyer mix) – 7:16 (Paul McCartney)

Lato B
1. Though on a Tightrope – 4:42 (Paul McCartney-Eric Stewart)

### 12"
Lato A
1. Only Love Remains (Jim Boyer mix) – 7:16 (Paul McCartney)

Lato B
1. Though on a Tightrope (Julian Mendelsohn mix) – 7:03 (Paul McCartney-Eirc Stewart)
2. Talk More Talk (Paul McCartney & Jim Boyer mix) – 5:56 (McCartney)